# Xue Xiaolu
En una onomàstica xinesa Xue es el cognom i Xiaolu el prenom.
Xue Xiaolu (xinès simplificat: 薛晓路) (Pequín 1970 - ) Guionista i directora de cinema xinesa.

## Biografia
Xue Xiaolu va néixer el 6 de desembre de 1970 a Pequín (Xina). El 1989, Xue va ingressar al departament de Literatura de l'Acadèmia de Cinema de Pequín per fer la carrera d'estudis Ccnematogràfics. Després de rebre la seva llicenciatura l'any 1993, Xue va continuar els seus estudis en guió i teoria, completant el seu màster el 1996. El 1997, va ingressar a la Universitat de Tecnologia de Sydney, Austràlia, on va obtenir un màster en administració d'empreses. El 1998, va entrar al centre de producció de programes de ciència i educació de la CCTV. Anys més tard, el 2003, es va incorporar al Departament de Literatura de l'Acadèmia com a professor associat i tutor del màster.

#### Carrera cinematogràfica
Va treballar com a guionista del 1998 al 2002 i entre altres guions destaca la seva col·laboració amb el director Chen Kaige en el film "The Violin Child" (和你在一起). El 2004, va coescriure amb Liu Debin una serie televisiva juvenil de 22 episodis, "You're Smiling But I'm Crying", dirigit per Ma Liwen i protagonitzat per Gao Yuanyuan i Zuo Ling. Explica la història del que va passar a Shen Xiao , un estudiant amb bon caràcter i rendiment acadèmic alhora de la vigília de la prova d'accés a la universitat.
La seva primera pel·lícula, "Ocean Paradise" (海洋天堂), protagonitzada per l'actor Jet Li, es va estrenar al Festival Internacional de Cinema de Shanghai el juny de 2010. La pel·lícula explica una història emotiva entre un nen autista i el seu pare i d'alguna manera es el resultat de la seva experiència amb grups de nens autistes en una entitat de voluntariat (Beijing Stars and Rain) durant mes de 10 anys. Va guanyar el premi al millor director novell als 7th Movie Channel Media Awards.
El 2013 va rodar Finding Mr. Right protagonitzatda per l'actriu per Tang Wei i l'actor Wu Xiubo. La pel·lícula explica una història d'amor que passa a Seattle entre un taxista immigrat xinès i una dona embarassada que s'havia traslladat recentment a un centre de maternitat il·legal. Tot i que és una història romàntica amb humor, tracta els problemes més seriosos dels "Anchor baby" i els assumptes de la societat moderna. El 2016, es va estrenar la seqüela Finding Mr. Right 2, amb el mateix repartiment però una història d'amor diferent. Aquesta seqüela va batre el rècord de taquilla del dia de l'estrena de pel·lícules romàntiques a la Xina, i va aconseguir gairebé als 113 milions de dòlars taquilla en total.
El 2019 va participar en el rodatge del film My People, My Country (我和我的祖国) commemoratiu del 70è aniversari de la creació de la República Popular de la Xina, consistent en set episodis cada un dels quals estava signat per un director de renom, com Chen Kaige, Zhang Yibai, Guan Hu, Xu Zheng, Ning Hao i Wen Muye. La quarta història Going Home (回归), que va dirigir Xue, tracta sobre una delegació executiva xinesa i policies locals que es preparen pel retorn de Hong Kong del domini britànic a la Xina el 1997. El film va  rebre el premi "Cérvol daurat" a la millor pelïcula al Festival de Cinema de Changchun de l'any 2020.
El novembre de 2022, va ser nominada com a millor director als 35th China Golden Rooster Awards (Jinji Jiang).

## Filmografia destacada

#### Guionista
| Any  | Títol xinès      | Títol anglès                                  |
| ---- | ---------------- | --------------------------------------------- |
| 1995 | 和爱一起长大     |                                               |
| 2001 | 不要和陌生人说话 | Don't Respond To Strangers- Domestic Violence |
| 2002 | 和你在一起       | Together                                      |
| 2003 | 夺子             |                                               |
| 2003 | 天堂鸟           |                                               |
| 2005 | 秋雨             | Autumnal rain                                 |
| 2015 | 守婚如玉         | Keep the Marriage as Jade                     |
| 2021 | 穿過寒冬擁抱你   | Through the Winter                            |

#### Directora i guionista
| Any  | Títol xinès              | Títol anglès                      |
| ---- | ------------------------ | --------------------------------- |
| 2010 | 海洋天堂                 | Ocean Heaven                      |
| 2013 | 北京遇上西雅图           | Finding Mr. Right                 |
| 2016 | 北京遇上西雅图：不二情书 | Finding Mr. Right 2               |
| 2020 | 在不安的世界安靜地活     | Living Quietly in an Uneasy World |
| 2021 | 穿过寒冬拥抱你           | Embrace Again                     |
| 2023 | 菠蘿菠蘿蜜               | Pineapple                         |
| 2023 | 説再見                   | Say Goodbye                       |